# Berner Bankenkrise von 1720

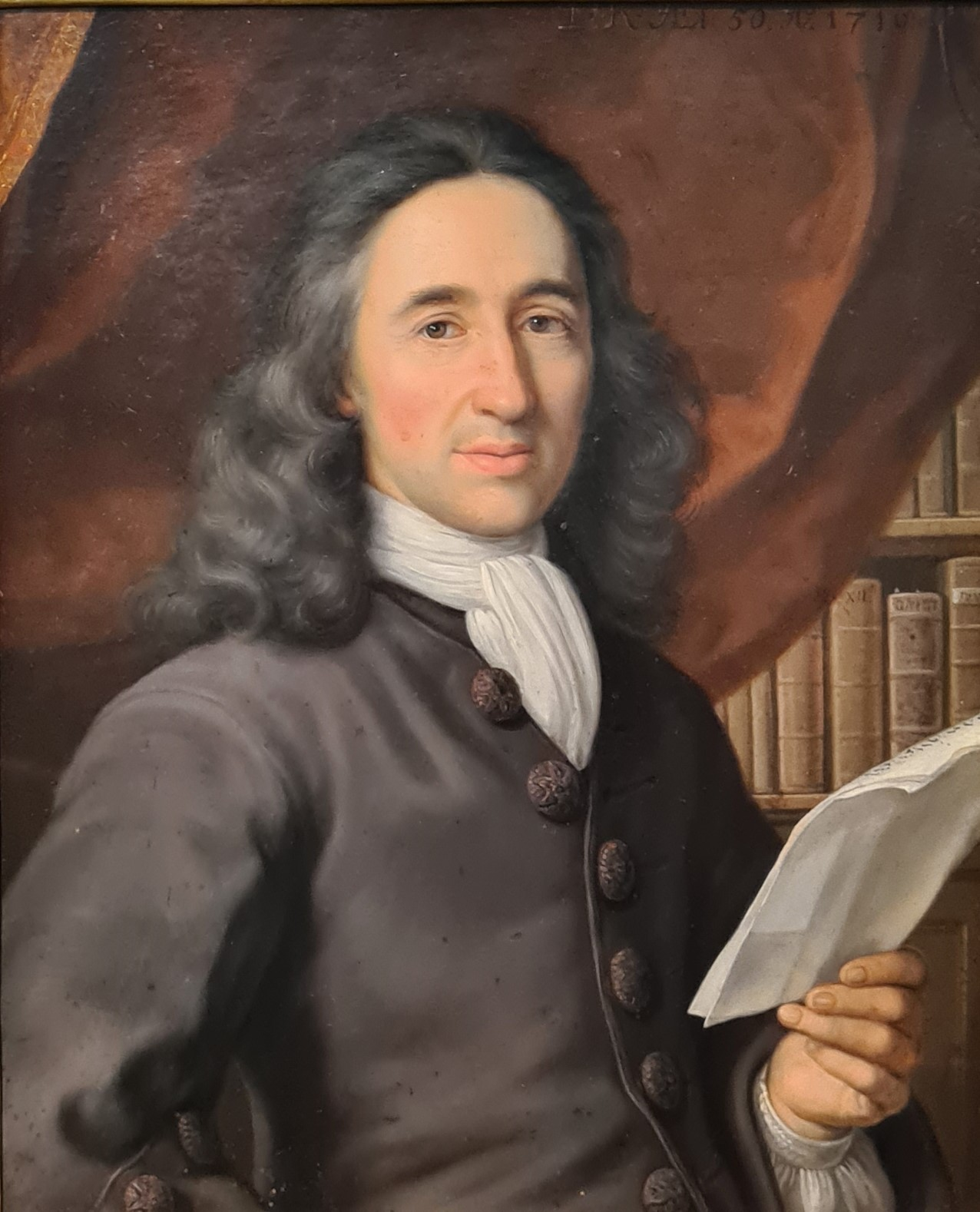
Daniel Knopf, Agent des Bankhauses Malacrida & Cie. (1716)

Die Stadt und Republik Bern legte schon im 17. Jahrhundert ihr Geld an, im 18. Jahrhundert auch im Ausland. Eine Spekulationsblase mit Wertpapieren auf den Börsenplätzen von Paris (Mississippi-Blase) und London (Südseeblase) hatte um 1720 weitreichende internationale Folgen. Die für das Anlegen von staatlichen Geldern verantwortlichen bernischen Bankhäuser kollabierten. Zusammen mit der Tulpenkrise von 1637 sind das zwei frühe Spekulationskrisen in der europäischen Neuzeit.
In der frühen Neuzeit hatten einige schweizerische Stände der alten Eidgenossenschaft Finanzüberschüsse. In der zweiten Hälfte des 17. Jahrhunderts begann der bernische Stadtstaat eine professionelle Bewirtschaftung der Überschüsse vorzunehmen. Ab 1710 wurde das Bankhaus Malacrida & Cie. zusammen mit der Bank Samuel Müller & Cie. in London beauftragt, Gelder im Ausland anzulegen. Teilhaber der Bank Malacrida & Cie. waren Niklaus Malacrida (1658–1742), Gabriel Frisching (1666–1741), dessen Onkel Sigmund Weiss (1666–1724), Friedrich von Wattenwyl (1665–1741) und dessen Schwager Emanuel Steiger (1663–1743). Auf Grund der Staatsverschuldung begann Frankreich schrittweise die Edelmetallwährung durch Papiergeld zu ersetzen, London übernahm die Idee und in der Folge entstand eine für damalige Verhältnisse unvorstellbare Aktienhausse. Die bernischen Vertreter spekulierten mit und machten anfänglich gewaltige Gewinne. Mitte Juli 1720 platzte die Blase (wegen der betroffenen Firma South Sea Bubble genannt) und die Wertpapiere verloren ihren Wert. Zwischen November 1720 und Juni 1721 wurden die beiden Berner Institute zahlungsunfähig und mussten liquidiert werden. Nebst dem Staat verloren auch bernische Dorfgemeinden, die Gesellschaften (Zünfte) in der Stadt, Familienkisten und Angehörige aller Gesellschaftsschichten Geld, teilweise in beträchtlicher Höhe. Der gesamte Verlust belief sich auf 440'000 Taler, verteilt auf rund 500 Gläubiger. Einen hohen Verlust hatte der Schultheiss Christoph Steiger I., Onkel des Bankteilhabers Emanuel Steiger, mit 4'498 Kronen zu beklagen. In Bern war auf Grund des Konkurses der beiden Banken eine Krise ausgebrochen. Mangels eines grenzüberschreitenden Konkursverfahren zog sich die Liquidation noch über etwa elf Jahre hin. 